# Jennie-Lee Burmansson
Jennie-Lee Burmansson, född 12 juli 2002 i Sälen i Transtrands församling, är en svensk freestyleåkare.
Hon började med freestyle som åttaåring för Sälens IF. I april 2017 tog hon silver i slopestyle vid junior-VM i italienska Chiesa in Valmalenco. Burmansson gjorde sin världscupdebut den 27 augusti 2017 i Cardrona i Nya Zeeland där hon tog en tredjeplats i slopestyle. På sina fem första världscupstävlingar tog hon fyra pallplatser, varav en seger.
I slutet av januari 2018 tog hon en bronsmedalj i slopestyle vid X-Games i Aspen. Vid olympiska vinterspelen 2018 blev hon Sveriges yngsta deltagare någonsin i ett vinter-OS.